# Assendelft

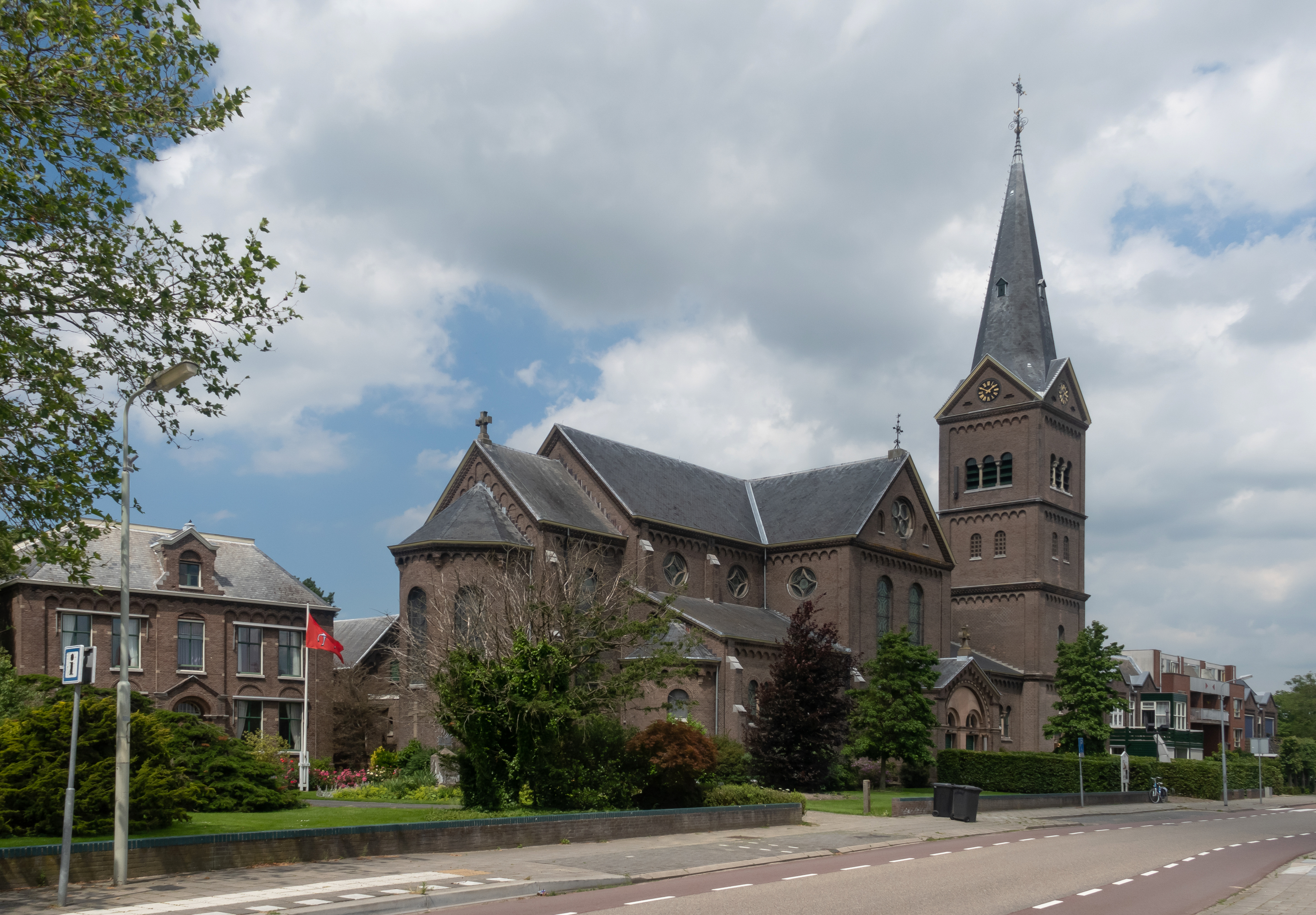
L'église : la Sint-Odulphuskerk

Assendelft est un village néerlandais situé dans la commune de Zaanstad, en province de Hollande-Septentrionale.

## Histoire
Assendelft est une commune indépendante jusqu'en 1974, lorsque Zaanstad se constitue. Situé à 13 kilomètres au nord de Haarlem, le district statistique d'Assendelft, comprenant le village et la campagne environnante, compte 22 852 habitants en 2015.